# Klinger See

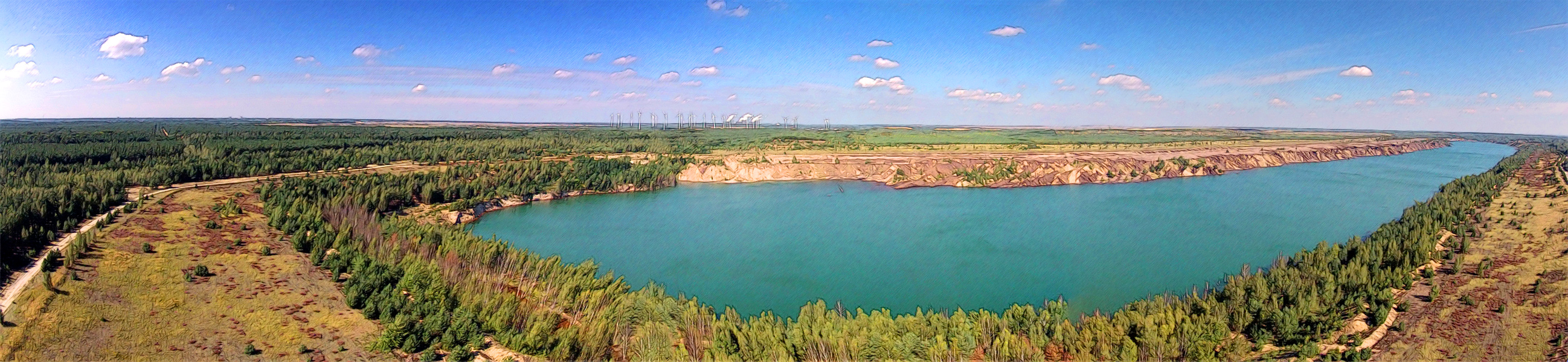
Luftbild des Klinger Sees mit Flutungszustand im September 2012

Der Klinger See (niedersorbisch Klincański jazor) ist ein künstlich entstehender See auf dem Gebiet der Gemeinden Neuhausen/Spree und Wiesengrund im Landkreis Spree-Neiße in Brandenburg. Der See entsteht durch die Flutung des Restloches des Tagebaus Jänschwalde. Der See sollte laut ursprünglichen Planungen bis 2030 eine Endgröße von 400 Hektar erhalten, es existieren jedoch keine Zu- und Abflüsse.

## Lage
Der Klinger See liegt in den Gemarkungen der Dörfer Kathlow (Gemeinde Neuhausen/Spree) und Gosda (Gemeinde Wiesengrund) in der Niederlausitz. Unmittelbar westlich befindet sich der Cottbuser Ostsee. Die Städte Cottbus und Forst (Lausitz) sind jeweils rund zehn Kilometer entfernt.

## Namensgebung
Der Name „Klinger See“ leitet sich vom Ortsnamen Klinge ab. Klinge wurde nach 1980 bis auf einen kleinen Teil um den Bahnhof des Ortes für den Tagebau devastiert.

## Aufflutung
Seit November 2000 wurde ein Teil des noch zu hebenden Sümpfungswassers in den Südrandschlauch Jänschwalde eingeleitet. Diese Maßnahme wurde vorrangig aus geotechnischen Gründen (Vermeidung von Auskolkungen im Bereich der gewachsenen Böschung) bis zu einem Wasserstand von +34 m NN fortgeführt. Danach wurde die Wasserhebung im Bereich des Südrandschlauches eingestellt. Später sollte die Flutung des Restsees durch die Überleitung von Spreewasser aus der Talsperre Spremberg über das Tranitzfließ unterstützt werden. Vorgesehen war eine durchschnittliche Überleitung von 16,8 bis max. 30 m³/min. Das hierfür nach den Vorgaben des Wasserhaushaltsgesetzes erforderliche Planfeststellungsverfahren wurde 2019 nach 14 Jahren abgeschlossen.
Um entsprechende Regulierungsmöglichkeiten zu schaffen und den zukünftigen See in das vorhandene wasserwirtschaftliche System einzubinden, ist die Herstellung eines Zu- und eines Ableiters von bzw. zur Tranitz vorgesehen. Mit der vorgesehenen Fremdflutung sollte der Endwasserstand von 71,5 m NN im Klinger See im Jahre 2030 erreicht werden. Im Dezember 2024 lag der Wasserstand bei 56,7 Metern NHN (Normalhöhennull). Bei ausschließlich natürlichem Grundwasseraufgang wären weitere 20 Jahre bis zum Erreichen des prognostizierten Endwasserstandes erforderlich. Die Fremdwasserzufuhr dient vorrangig dem schnelleren Erreichen des gewollten Endwasserstandes. Nach den Aussagen des Gutachtens zur Entwicklung der Wasserbeschaffenheit im Klinger See (BTU Cottbus, November 1998) wäre aufgrund der günstigen Lage des Restsees eine der Nutzung entsprechende Wasserbeschaffenheit auch ohne eine zusätzliche Fremdwasserzuführung erreichbar. Die Fremdwasserzuführung stellt jedoch eine zusätzliche Sicherheit für die dauerhafte Gewährleistung stabiler ph-neutraler Verhältnisse dar. Bei zu langsamen Wasseranstieg besteht die Gefahr, dass Sulfidmineralien, vornehmlich Pyrit, welche unter Luftabschluss stabil sind, zu Sulfaten oxidieren, welche durch Bildung von Schwefelsäure so genannte saure Grubenwässer bilden. Neben den unmittelbar negativen Auswirkungen niedriger pH-Werte auf Flora und Fauna sind etliche giftige Schwermetalle auch im sauren Milieu bedeutend einfacher löslich als im neutralen Milieu, was die Gefährlichkeit natürlich vorhandener Schwermetallablagerungen enorm erhöhen kann.
2019 klagte die Lausitzer und Mitteldeutsche Bergbau-Verwaltungsgesellschaft gegen das Planfeststellungsverfahren zur Sanierung des Tranitzfließes und Speisung des Klinger Sees und bekam 2020 recht. Somit speist sich der See weiterhin nur aus dem natürlichen Grundwasser.

## Sehenswürdigkeiten rund um den See
Der direkte Uferbereich ist immer noch Sperrgebiet und ein Betreten dieser Zone verboten. Dennoch gibt es im Bereich der Ortschaft Klinge die ersten touristischen Ziele, wie das mittelalterliche Raubrittertor und das  geologisch-paläontologische Freilichtmuseum Zeitsprung, das am See liegt. Viele weitere Infopunkte widmen sich der Geologie und dem Bergbau.